# Apristurus nasutus
Apristurus nasutus es una especie de peces de la familia Scyliorhinidae en el orden de los Carcharhiniformes.
Esta especie se encuentra en la categoría Preocupación Menor (LC) en la IUCN .

## Morfología
Los machos pueden llegar alcanzar los 70 cm de longitud total.

## Reproducción
Es ovíparo.

## Distribución geográfica
Se encuentra en las  costas de Chile, Ecuador y Panamá. 